# Aranc
Aranc ist eine französische französische Gemeinde mit 329 Einwohnern (Stand 1. Januar 2022) im Département Ain in der Region Auvergne-Rhône-Alpes. Sie gehört zum Kanton Plateau d’Hauteville im Arrondissement Belley und ist Mitglied im Gemeindeverband Haut-Bugey Agglomération (bis 2018: Plateau d’Hauteville).

## Geographie
Aranc liegt auf 775 m, etwa 13 Kilometer ostnordöstlich der Stadt Ambérieu-en-Bugey und 31 Kilometer südöstlich der Präfektur Bourg-en-Bresse (Luftlinie). Das kleine Bauerndorf erstreckt sich im zentralen Bugey, in einer Talmulde am westlichen Rand des Plateau d’Hauteville im Hochjura, am Nordfuß des Höhenzuges Tré Pellay.
Die Fläche des 21,65 km² großen Gemeindegebiets umfasst einen Abschnitt des südlichen französischen Juras. Das Gebiet liegt fast ausschließlich auf dem Jurahochplateau, das durch mehrere in Nord-Süd-Richtung parallel verlaufende Geländestrukturen gekennzeichnet ist. Im zentralen Teil befindet sich das Becken von Aranc, dessen nördlicher Abschnitt von einer Moorfläche eingenommen wird. Diese wird durch den Grand Dard nach Norden zum Borrey (Quellbach des Oignin) entwässert.
Nach Osten erstreckt sich das Gemeindeareal über mehrere Hügelrücken (bis 940 m) bis zum Col de la Berche. Diese Höhenzüge steigen gegen Süden an und erreichen auf dem Tré Pellay mit 1011 m die höchste Erhebung von Aranc. Westlich des Beckens von Aranc befindet sich ein weiterer Höhenrücken, der steil in das Erosionstal der Mandorne (rechter Seitenbach der Albarine) abfällt. Die obere, stark reliefierte Hälfte des Einzugsgebietes der Mandorne ist ebenfalls Teil des Gemeindebodens von Aranc.
Zu Aranc gehören neben dem eigentlichen Ort auch verschiedene Weiler und Gehöfte, nämlich:
- Rougemont (880 m) auf der Höhe östlich des Beckens von Aranc
- Résinand (615 m) in einer Einsattelung im Einzugsgebiet der Mandorne
- Les Pézières (590 m) im Tal der Mandorne

Nachbargemeinden von Aranc sind Corlier und Izenave im Norden, Champdor-Corcelles mit der Commune déléguée Corcelles und Plateau d’Hauteville mit Hauteville-Lompnes im Osten, Évosges im Süden sowie Oncieu, Nivollet-Montgriffon und Boyeux-Saint-Jérôme im Westen.

## Geschichte
Erstmals urkundlich erwähnt wurde Aranc, das seit dem 13. Jahrhundert eine Pfarrei bildete, unter dem Namen Arencus. Das Gebiet gehörte seit dem 12. Jahrhundert zur Herrschaft Rougemont, die unter der Oberhoheit der Grafen von Savoyen stand. Mit dem Vertrag von Lyon gelangte Aranc im Jahre 1601 an Frankreich.

## Bevölkerung
| Jahr                       | 1962 | 1968 | 1975 | 1982 | 1990 | 1999 | 2006 | 2012 | 2020 |
| Einwohner                  | 329  | 296  | 269  | 273  | 291  | 275  | 285  | 311  | 327  |
| Quellen: Cassini und INSEE |      |      |      |      |      |      |      |      |      |

Mit 329 Einwohnern (1. Januar 2022) gehört Aranc zu den kleinen Gemeinden des Départements Ain. Nachdem die Einwohnerzahl in der ersten Hälfte des 20. Jahrhunderts abgenommen hatte (1896 wurden noch 737 Personen gezählt), verblieb die Bevölkerungszahl seit Beginn der 1970er Jahre auf relativ konstantem Niveau. Die Ortsbewohner von Aranc heißen auf Französisch Randaoillard(e)s.

## Sehenswürdigkeiten
Die Kirche St. Paul wurde im 13. Jahrhundert in gotischen Stilformen erbaut und im 19. Jahrhundert umgestaltet. Bei Résinand steht eine Kapelle, die im 19. Jahrhundert erbaut wurde. Auf einem Hügel nördlich von Rougemont befinden sich die Ruinen der im 12. Jahrhundert errichteten Burg Rougemont.

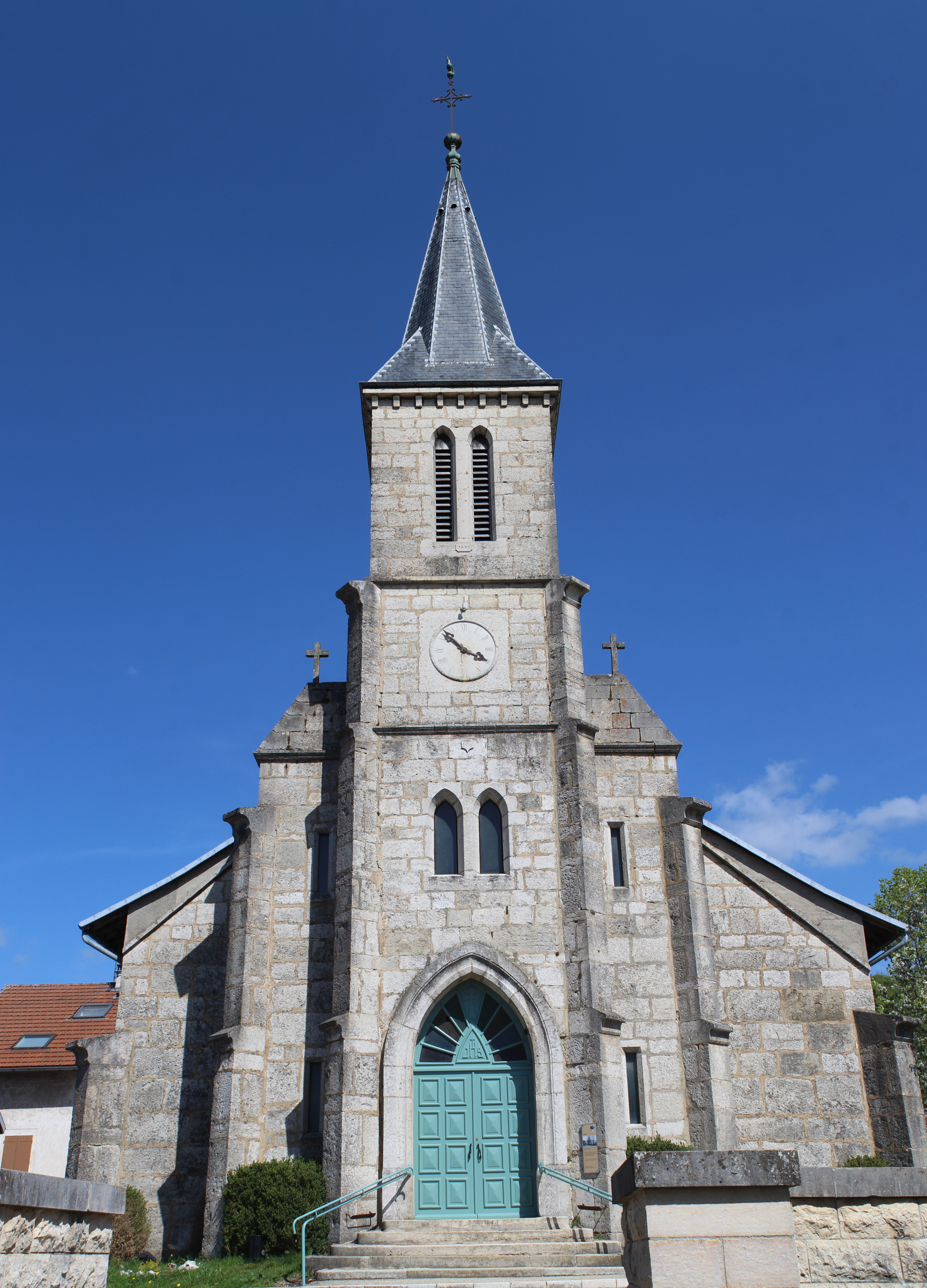
Kirche Saint-Paul
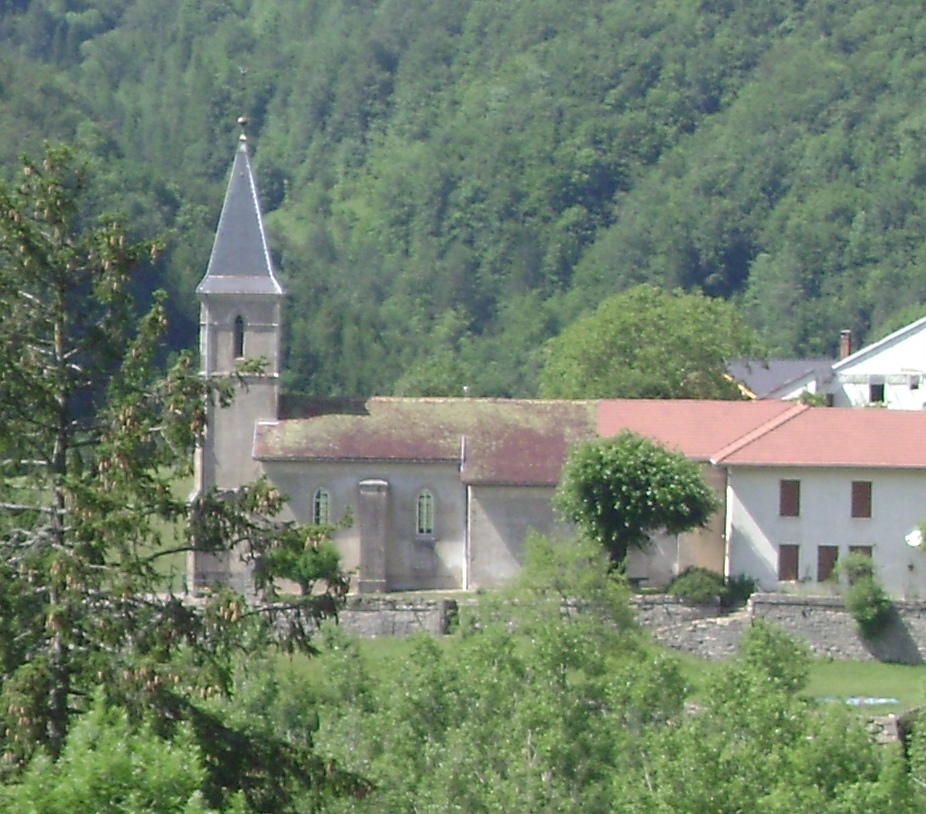
Kirche Notre-Dame-des-Sept-Douleurs im Ortsteil Les Pézières
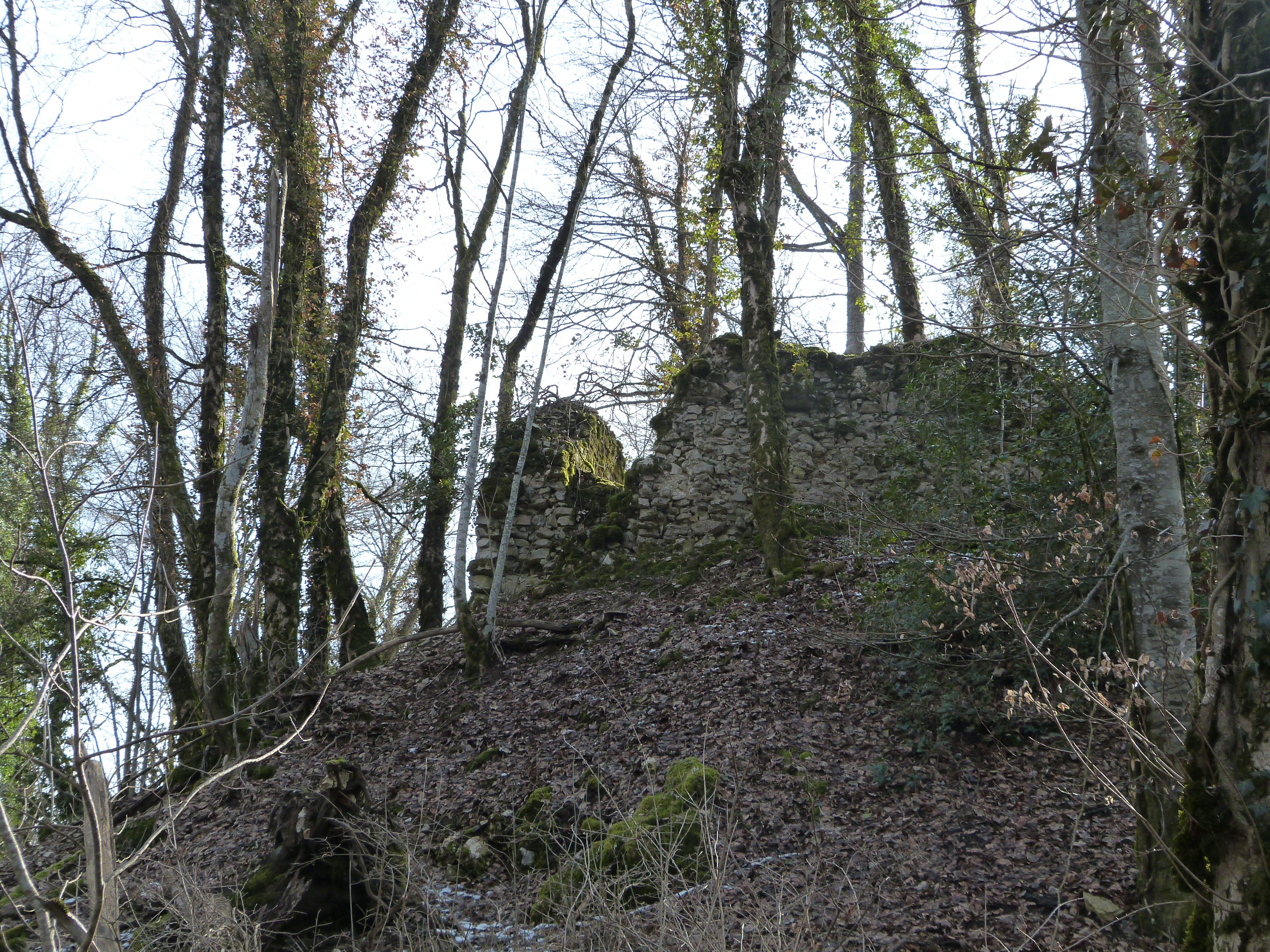
Ruinen der Burg Rougemont
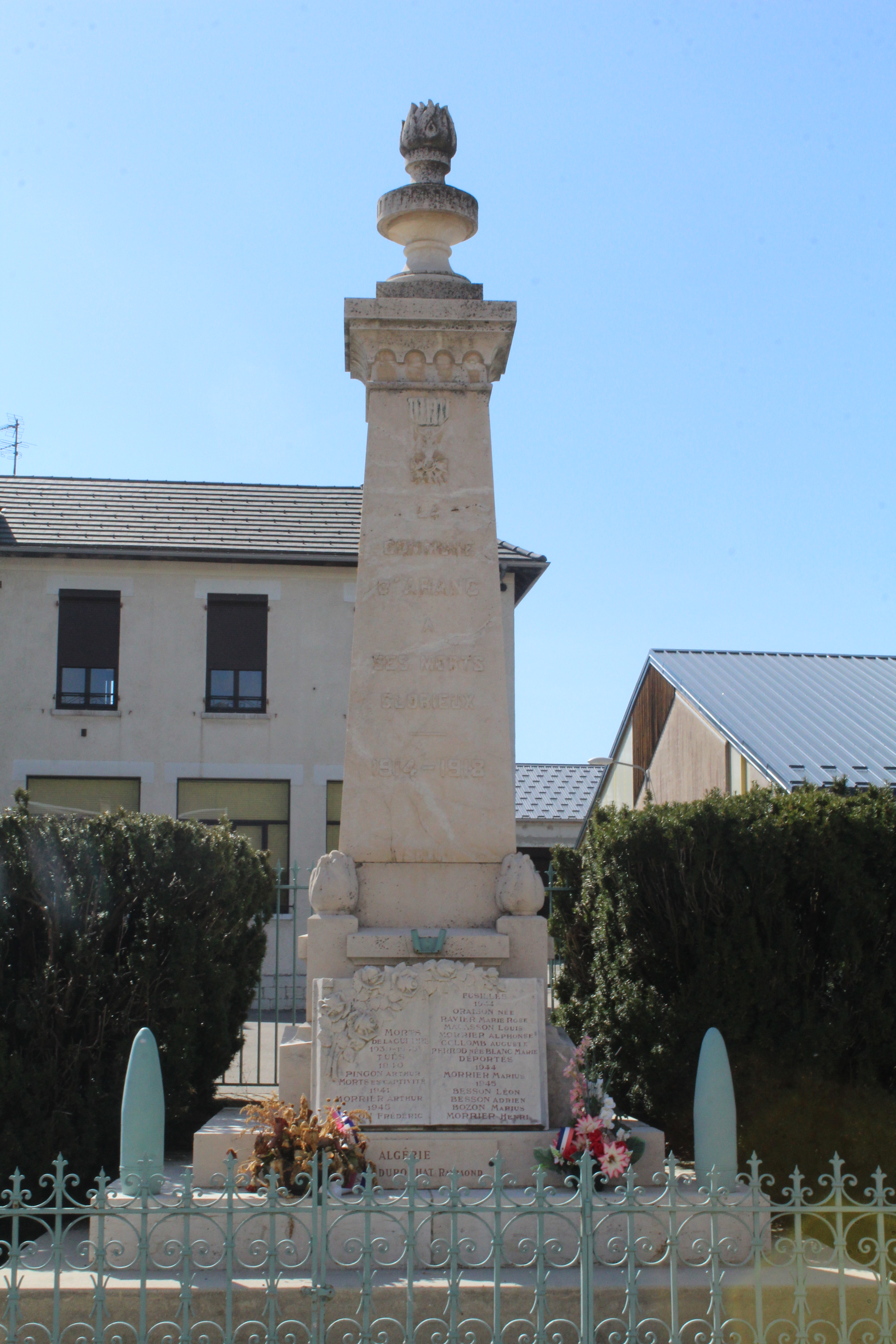
Gefallenendenkmal

## Wirtschaft und Infrastruktur
Aranc war bis weit ins 20. Jahrhundert hinein ein vorwiegend durch die Landwirtschaft, insbesondere Milchwirtschaft und Viehzucht geprägtes Dorf. Noch heute leben die Bewohner zur Hauptsache von der Tätigkeit im ersten Sektor. Außerhalb des primären Sektors gibt es nur wenige Arbeitsplätze im Dorf.
Die Ortschaft liegt abseits der größeren Durchgangsstraßen. Die Hauptzufahrt erfolgt von Corlier an der Departementsstraße D 8 von Hauteville-Lompnes nach Saint-Jean-le-Vieux. Weitere Straßenverbindungen bestehen mit Évosges und Oncieu.